# Eurytoma abieticola
Eurytoma abieticola är en stekelart som beskrevs av Julius Theodor Christian Ratzeburg 1844. Eurytoma abieticola ingår i släktet Eurytoma och familjen kragglanssteklar.
Artens utbredningsområde är:
- Österrike.
- Tyskland.
- Ungern.

Inga underarter finns listade i Catalogue of Life.